# Куинт, Дерон
Де́рон Ти́моти Куи́нт (англ. Deron Timothy Quint; 12 марта 1976, Дарем, Нью-Гэмпшир, США) — профессиональный хоккеист, защитник. Участник молодёжных чемпионатов мира 1994 и 1995 годов. Участник чемпионата мира 2001 года.

## Карьера

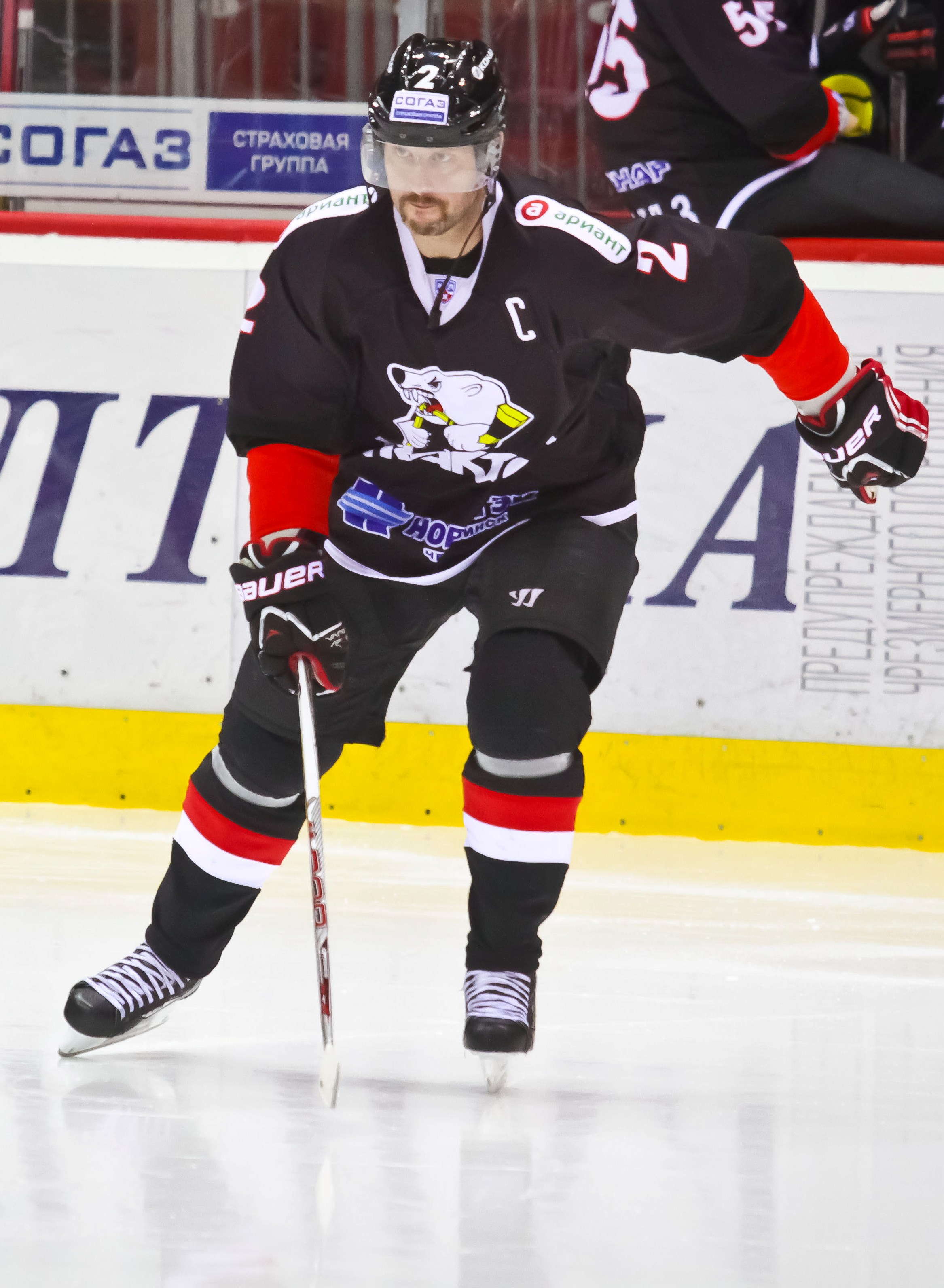
Дерон Куинт в составе «Трактора» в 2015 году

На юниорском уровне выступал в Западной хоккейной лиге за «Сиэтл Тандербёрдс». Дерон Куинт был выбран на драфте НХЛ 1994 года под общим 30-м номером клубом «Виннипег Джетс». В 1996 году «Виннипег Джетс» переехал в Финикс и стал именоваться «Финикс Койотис». Дерон Куинт остался в команде и продолжил выступать за неё, пока 7 марта 2000 года не был обменян в «Нью-Джерси Девилз» на Лайла Оделина, однако за «дьяволов» он провел лишь 4 игры и 23 июня того же года был обменян в «Коламбус Блю Джекетс», где и провёл следующие 2 сезона. В сезоне 2002/03 Куинт вернулся в Финикс, отыграл один сезон и вновь сменил клуб, став игроком «Чикаго Блэкхокс».
В АХЛ в разные годы выступал за «Спрингфилд Фэлконс» и «Сиракьюз Кранч».
Сезон 2004/05 годов в НХЛ был отменён из-за локаута, и Куинт перебрался в Европу, где выступал в Италии за «Больцано». После завершения локаута в НХЛ он не стал возвращаться в США и перешёл в швейцарский «Клотен».
В 2005 году Куинт присоединился к клубу «Айсберен», выступающему в Германии, и трижды становился чемпионом с этим клубом в последующие 4 года. В конце сезона сезоне 2006/07 годов он подписал контракт с клубом «Нью-Йорк Айлендерс» и вернулся в НХЛ, но сыграл всего лишь 5 игр. Вернувшись в «Айсберен» в сезоне 2007—2008 годов, Куинт был признан защитником года в Немецкой хоккейной лиге и стал одним из лидеров клуба. В сезоне 2008/2009 годов Куинт стал лидером по набранным очкам среди защитников, установил рекорд, проведя 237 игр подряд, и выиграл третий чемпионский титул.
В сезоне 2009/10 перебрался в КХЛ где начал выступать в составе нижнекамского «Нефтехимика». В июне 2010 года перешёл в челябинский «Трактор». В сезоне 2010/11 годов стал лучшим снайпером-защитником КХЛ, за 53 матча забросил 21 шайбу.
7 мая 2013 года Куинт подписал 2-летний контракт с московским «Спартаком». 15 января 2014 года был обменян в столичный «ЦСКА» на денежную компенсацию.
6 июня 2014 года стало известно, что Куинт возвращается в челябинский «Трактор», контракт рассчитан до конца сезона 2015/2016.
Участник матча звёзд КХЛ 2013, 2014.
18 февраля 2016 года стало известно, что Дерон Куинт покидает челябинский клуб по окончании сезона. Об этом игрок сообщил в своём аккаунте в Instagram.
9 июня 2016 года Куинт, на правах свободного агента, подписал контракт с хоккейным клубом «Ред Булл Мюнхен», выступающем в Немецкой хоккейной лиге.

## Личная жизнь
Был женат, имеет двух дочерей. До 2016 года встречался с блогером Натальей Красновой.

## Достижения
- С «Нью-Джерси Девилз» выиграл Кубок Стэнли 2000 года, сыграв 4 игры.
- Чемпион Немецкой хоккейной лиги (DEL) в сезонах 2005/2006, 2007/2008 и 2008/2009 в составе Айсберен Берлин.
- Серебряный призёр чемпионата КХЛ в сезоне 2012/2013 в составе челябинского «Трактора».
- Обладатель Кубка Восточной конференции КХЛ в сезоне 2012/2013 в составе челябинского «Трактора».
- Бронзовый призёр чемпионата КХЛ в сезоне 2011/2012 в составе челябинского «Трактора».
- Обладатель Кубка Континента КХЛ в сезоне 2011/2012 в составе челябинского «Трактора».

## Статистика
| Легенда | Легенда                    | Легенда | Легенда                   | Легенда | Легенда    |
| ------- | -------------------------- | ------- | ------------------------- | ------- | ---------- |
| И       | Количество проведённых игр | Штр     | Штрафное время            | +/−     | Плюс-минус |
| Г       | Голы                       | П       | Голевые передачи          | О       | Очки       |
| -       | Статистика неизвестна      | —       | Статистика не учитывалась |         |            |